# Бистре реке
Фестивал Бистре реке, први пут одржан 2021. године, је међународни фестивал краткометражног документарног филма. Покренули су га професори и студенти Факултета драмских уметности у Београду, са жељом да начине место сусрета професионалаца и студената који ће се такмичити у одвојеним категоријама, али ће се и међусобно оцењивати. Фестивал је еколошке оријентације што се испољава кроз саму селекцију филмова, али и место његовог одржавања. Дом Фестивала је напуштени биоскоп у селу Темска у подножју Старе планине, богате чистим и брзим рекама, столетним шумама и гостољубивим људима. 

## Организација и покровитељство
Фестивал „Бистре реке” настао је са циљем да својим програмом негује и промовише уметничке вредности савременог српског и међународног документарног филмског стваралаштва. Уз подршку Министарства културе и информисања Републике Србије, професори, студенти и сарадници Факултета драмских уметности у Београду, осмислили су и припремили међународни фестивал студентског документарног филма, „Бистре реке”, далеко од престоница и културних центара, надомак Пирота. Да би овај фестивал у потпуности задовољио критеријуме једног успешног међународног фестивала, допринели су и мештани Темске, представници грађанских иницијатива и Град Пирот заједничким радом.

## Програм фестивала
Програм фестивала је подељен у две такмичарске целине:
1. Студентска селекција
2. Професионална селекција

Осим наведених, постоји и вантакмичарскa, ревијална секцијa. 
Фестивал је сваке године шире тематски одређен.

## Жири
Два жирија оцењују приказане филмове. Онај који процењује рад студентског филма сачињен је од професионалних филмских стваралаца, а студентски жири вреднује филмове професионалне селекције. На тај начин младост и искуство укрштају копља, размењују се креативне идеје и креативне слободе.

## Награде
Сходно концепцији Фестивала, додељују се следеће награде за студентски документарни филм:
1. Награда „Криви вир“ за камеру;
2. Награда за најбољу монтажу „Пиротски ћилим“
3. Награда за најбољу режију „У напуштеном биоскопу“;
4. Гран При фестивала „Бистре реке у напуштеном биоскопу“ и

награде за професионални документарни филм:
1. Награда „Топлодолска река“ за камеру;
2. Награда  „Темштица“ за монтажу;
3. Награда за режију „Пиротски качкаваљ“

###### Први Међународни фестивал краткометражног документарног филма „Бистре реке“ одржан је 22-25. јула 2021.
Чланови жирија студентског такмичарског програма били су: Боштјан Машера, редитељ из Словеније, Ана Радојичић, стручна сарадница на предмету Филмска монтажа ФДУ и Александар Костић, директор фотограгије, редовни професор ФДУ.
1. Награда „Криви вир“ за камеру припала је Арнолду Фернандесу за филм Жетеоци, у режији Гале Негрело;
2. Награду за најбољу монтажу „Пиротски ћилим“ освојио је Стефан Роквић за филм Жетеоци, у режији Гале Негрело;
3. Награда за најбољу режију „У напуштеном биоскопу“ уручена је Николи Стојановићу за филм Дрењине;
4. Гран При фестивала „Бистре реке у напуштеном биоскопу“ освојио је филм Мој свемир, у режији Јулије Молине.

У такмичарском програму за професионалце, одлучивали су млади уметници, студенти Факултета драмских уметности у саставу: Олга Ђуровић, студенткиња Камере ФДУ, Алекса Косановић, студент Монтаже ФДУ и Никола Полић филмски и ТВ редитељ, докторанд ФДУ.
1. Награда „Топлодолска река“ за камеру припала је Јасни Пролић за филм А сад се спушта вече, у режији Маје Новаковић;
2. Награда „Темштица“ за монтажу припала је Марији Страјнић за филм Сусрет, у режији Марије Страјнић;
3. Награда за режију „Пиротски качкаваљ“ освојила је Ивана Тодоровић за филм Адемово острво.[1]

###### Други Међународни фестивал краткометражног документарног филма „Бистре реке“ одржан је 14-17. јула 2022.
О наградама у студентском такмичарском програму одлучивали су: Јанко Баљак, филмски и телевизијски редитељ, редовни професор Факултета драмских уметности, Вања Шибалић, продуценткиња, ванредна професорка Факултета драмских уметности и Бошко Ђорђевић, филмски сниматељ.
1. Награда „Криви вир“ за камеру припала је Наћу Рамирезу (Nacho Ramirez) за филм Недођија (Neverland) Виолене Ампудије (Violena Ampudia);
2. Награда за најбољу монтажу „Пиротски ћилим“ освојио је Миколај Пизцан (Mikolaj Piszczan) за филм: У једном сасвим обичном систему (In a Kinda Ordinary System);
3. Награда за најбољу режију „У напуштеном биоскопу“ припала је Ањи Копрившек (Anja Koprivšek) за филм: Волим (I Love);
4. Гран При фестивала „Бистре реке у напуштеном биоскопу“ освојио је филм: Врати се (Come back) Ружице Ање Тадић.

О наградама у професионалном такмичарском програму одлучивали су млади уметници, у саставу: Милица Спасојевић, студенткиња филмске и телевизијске режије Факултета драмских уметности, Марта Јанковић, студенткиња монтаже Факултета драмских уметности и Јулија Молина, студенткиња режије документарног филма на Академији драмске уметности у Загребу.
1. Награда „Топлодолска река“ за камеру припала је Мини Петровић, за филм Јабука и две трешње (An Apple and Two Cherries);
2. Награда  „Темштица“ за монтажу додељена је Серкану Сезгину (Sercan Sezgin) за филм Наша арка (Our Ark) у режији Дениз Тортум (Deniz Tortum) и Кетрин Хамилтон (Kathryn Hamilton);
3. Награда за режију „Пиротски качкаваљ“ додељена је Хлинуру Палмасону (Hlynur Pálmason) за филм Гнездо (NEST).